# 新村街道 (西昌市)
新村街道，是中华人民共和国四川省凉山彝族自治州西昌市下辖的一个乡镇级行政单位。2019年12月，撤销西郊乡，将原西郊乡海滨村、瑶山村所属行政区域划归新村街道管辖。

## 行政区划
新村街道下辖以下地区：
海滨社区和瑶山社区。